# Institut pour la protection du patrimoine de la ville de Belgrade

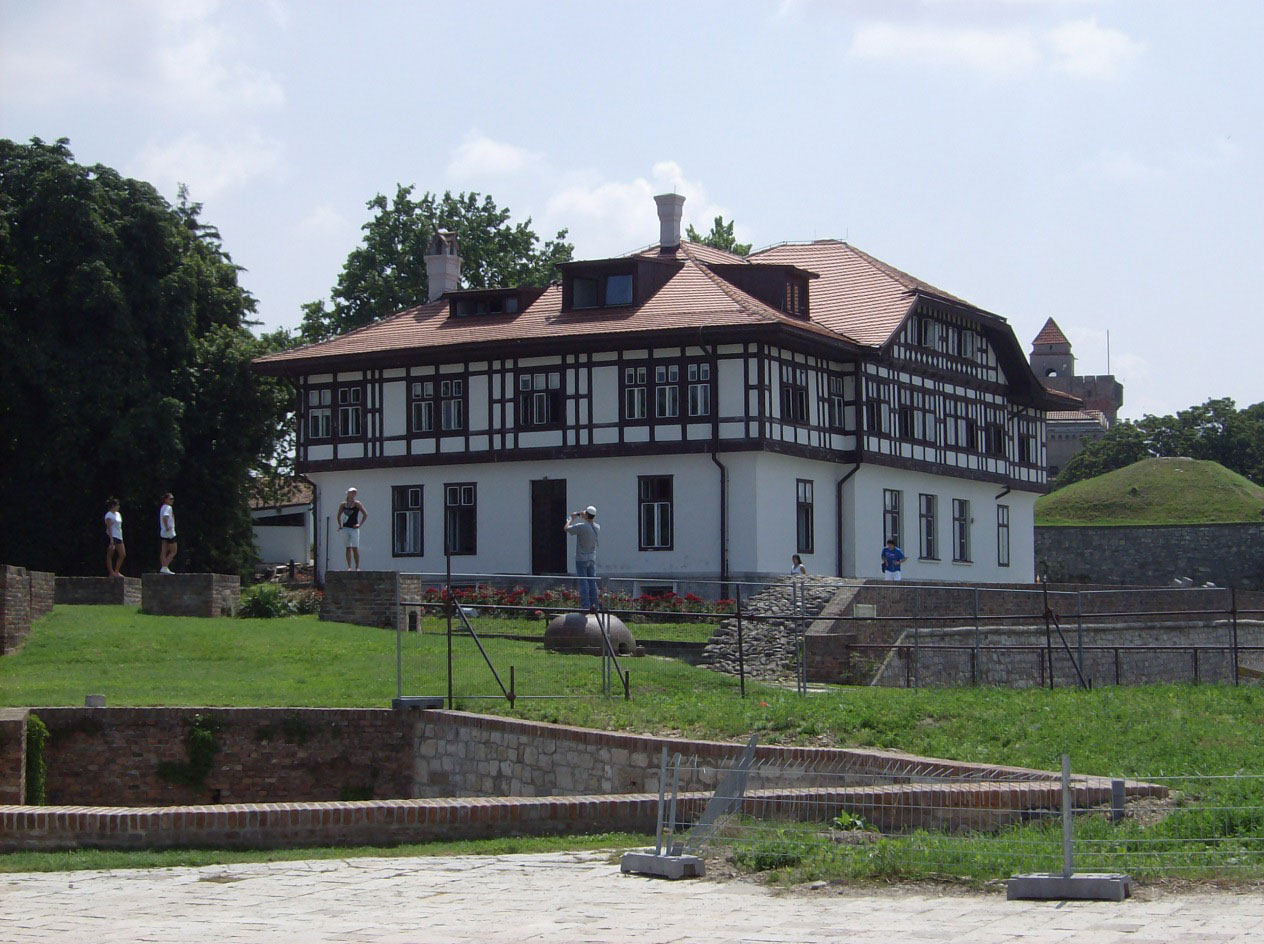
L'Institut de protection du patrimoine de la ville de Belgrade

L'Institut pour la protection du patrimoine de la ville de Belgrade (en serbe cyrillique : Завод за заштиту споменика града Београда ; en serbe latin : Zavod za zaštitu spomenika kulture grada Beograda) est un organisme public régional serbe chargé d'établir l'inventaire du patrimoine de la ville de Belgrade, de l'étudier, de le sauvegarder et de le mettre en valeur. Il est situé dans la municipalité urbaine de Stari grad et dans la forteresse de Belgrade.

## Histoire
L'Institut pour la protection des monuments culturel de Belgrade a été créé le 27 mai 1960 à la suite d'une décision du conseil municipal de la capitale serbe. En octobre 1960, Jovan Sekulić en devint le premier directeur et le conseil de l'Institut fut établi en novembre de la même année ; ce conseil était composée de l'ancien ministre Stojan Simić, de l'architecte Bogdan Ignjatović et du peintre Svetislav Mandić.
La première action de protection de l'Institut fut lancée à l'automne 1960. Bojan Stupica se préparait à construire la salle de l'Atelje 212, rue Lole Ribara, et son projet supposait la destruction de la maison de Jevrem Grujić, construite en 1896, ; elle fut sauvée grâce à l'intervention de l'institut et fut immédiatement protégée.
À partir de mars 1961, Sekulić, fut assisté par l'archéologue Gordana Marjanović et les historiens de l'art Antica Pavlović et Milorad Dželebdžić, rejoints un peu plus tard par les architectes Ratislava-Gita Mađarević et Mila Vulović. Vladimir Brguljan, un juriste, fut nommé secrétaire général de l'Institut en avril 1961. Les premiers travaux urgents de restauration furent réalisés sur la tour Nebojša, dans la forteresse de Belgrade, et sur la mosquée Bajrakli, rue Gospodar Jevremova.
Dans la capitale serbe, les années 1990 furent marquées par de nombreuses constructions illégales et de nombreuses démolitions ; l'Institut fut alors marginalisé. En revanche, il a retrouvé son plein rôle de protection dans les années 2000.

## Activités
L'Institut établit une liste des biens culturels (en serbe : културни добари et kulturni dobari) de la Ville de Belgrade en vue de leur protection. Ce travail a l'intérêt de produire un plus large éventail architectural que la liste dressée par l'Institut pour la protection du patrimoine de la république de Serbie (Републички завод за заштиту споменика културе et Republički zavod за zaštitu spomenika kulture), un institut national créé en 1947. L'institut mène aussi à bien des projets et des travaux de préservation et de restauration des monuments protégés,.
L'Institut donne également son avis sur les projets d'urbanisme de la ville de Belgrade.
l'Institut poursuit des travaux de recherche et organise des expositions. Il publie des études sur le patrimoine de la ville, ainsi qu'une revue intitulée Nasleđe (« Patrimoine »), dont le premier numéro a paru en 1997.